# Молодёжная сборная России по хоккею с шайбой
Молодёжная сборная России по хоккею с шайбой — команда, представляющая Россию на международных молодёжных турнирах по хоккею с шайбой для игроков не старше 20 лет. Управляется Федерацией хоккея России (ФХР).

## Предыстория
Впервые молодёжная сборная СССР дебютировала в 1973 году на чемпионате мира в СССР. С этого момента и можно по-настоящему начинать летосчисление молодёжной сборной СССР по хоккею с шайбой, правопреемницей которой и является молодёжная сборная России. Уже в 1974 году молодёжная сборная победила на чемпионате мира. С тех пор советская сборная выиграла ещё 10 чемпионатов мира и являлась одной из сильнейших сборных мира.
26 декабря 1991 года, в день официального роспуска СССР, в Германии стартовал 16-й чемпионат мира среди молодёжных команд. На этом турнире вместо сборной СССР принимала участие сборная СНГ. Команда одержала 6 побед в семи поединках и завоевала золотые медали.

## История

### Чемпионаты мира
Сборная России дебютировала на чемпионатах мира в 1993 году в Швеции. Первой медалью стала бронза, завоёванная на следующем чемпионате мира в Чехии. В течение следующих четырёх лет Россия неизменно добывала медали (два серебра и две бронзы), а в 1999 году впервые стала чемпионом, обыграв хозяев чемпионата — канадцев. Через год россияне не смогли защитить титул, уступив в упорном финале чехам по буллитам 0:1. Следующий чемпионат был домашним для России, однако по его итогам команда заняла лишь седьмое место. Полностью реабилитироваться за провальный домашний турнир россияне смогли уже на следующий год, выиграв золото и подтвердив своё звание годом позже, оба раза обыграв канадцев. В 2004 году российские хоккеисты остались без медалей, а следующие три года сборная Канады неизменно обыгрывала Россию в финалах. Чемпионаты 2008 и 2009 годов завершает с бронзой, а в 2010-м остаётся за чертой призёров, сенсационно уступив в 1/4 финала сборной Швейцарии. Чемпионат мира 2011 сборная начала с двух поражений, но, выиграв заключительные два матча, вышла в плей-офф. В 1/4 финала в овертайме была обыграна сборная Финляндии, а в полуфинале по буллитам шведы. В финале сборная России снова встретилась с Канадой. После двух периодов россияне уступали со счетом 0:3, однако забив пять безответных шайб в заключительной трети, Россия выигрывает своё четвёртое чемпионство, сенсационно обыграв фаворита. На чемпионате мира 2012 в Канаде россияне заняли второе место, проиграв в финале Швеции. На домашнем Чемпионате мира 2013 в Уфе сборная России завоевала бронзу, через год повторив результат. На МЧМ 2015 сборная России завоевала серебряные медали, уступив в финале канадцам со счётом 4:5, через год снова завоевала серебро проиграв в овертайме хозяевам турнира — сборной Финляндии. На МЧМ 2017 россияне заняли третье место в группе и вышли в плей-офф на датчан, которые были обыграны со счётом 0:4. В полуфинале сборная России снова встретилась со сборной США и снова потерпела поражение со счётом 3:4 по буллитам. В матче за третье место россияне завоевали бронзовую медаль обыграв в овертайме сборную Швеции.

### Молодёжная суперсерия
Ежегодно, начиная с 2003 года, молодёжная сборная проводит серию из шести матчей со сборными лиг Канадской хоккейной лиги. Первые 7 серий выиграли канадские команды, причём в 2005, 2006 и 2009 годах канадцы выигрывали во всех шести матчах. В 2010 году Россия впервые выиграла серию. В 2011 и 2012 годах команды обменялись победами по очкам, одержав равное количество побед. В 2017 году впервые в истории проведения серии, обе команды одержали одинаковое количество побед, а также набрали равное количество очков и судьба серии решалась в серии буллитов, в которой сильнее оказались канадские хоккеисты. Всего российская сборная выигрывала суперсерию 4 раза (2010, 2012, 2014, 2018).

### Суперсерии
В 2007 году молодёжные сборные России и Канады провели серию из восьми матчей, приуроченную к 35-летию Суперсерии 1972. Четыре матча прошли в России, по два в Уфе и Омске, и четыре в Канаде. Семь побед одержали канадцы и ещё одна игра закончилась в ничью.
В честь 40-летия Суперсерии 1972 в 2012 году состоялась ещё одна серия с Канадой из четырёх матчей, по два в каждой стране. Обе команды одержали по две победы, а в овертайме последнего матча сборная Канады выиграла серию.

## Текущий состав
Состав игроков для участия на МЧМ-2022, согласно официальному сайту ФХР.
| Номер | Имя                    | Позиция    | Хват   | Рост, см | Вес, кг | Дата рождения | Клуб                   |
| ----- | ---------------------- | ---------- | ------ | -------- | ------- | ------------- | ---------------------- |
| 1     | Максим Моторыгин       | Вратарь    | Левый  | 184      | 75      | 24.12.2002    | ЦСК ВВС                |
| 2     | Владимир Грудинин      | Защитник   | Левый  | 177      | 68      | 09.12.2003    | ЦСКА                   |
| 6     | Кирилл Стеклов         | Защитник   | Левый  | 195      | 88      | 30.03.2002    | Витязь                 |
| 7     | Арсений Коромыслов     | Защитник   | Левый  | 187      | 75      | 03.11.2003    | СКА                    |
| 8     | Иван Дидковский        | Нападающий | Левый  | 179      | 84      | 20.01.2002    | Динамо Москва          |
| 9     | Фёдор Свечков          | Нападающий | Левый  | 185      | 90      | 05.04.2001    | СКА                    |
| 11    | Иван Зинченко — A      | Нападающий | Левый  | 187      | 83      | 20.01.2002    | Витязь                 |
| 12    | Никита Смирнов         | Защитник   | Левый  | 179      | 71      | 10.09.2002    | СКА                    |
| 13    | Василий Пономарёв      | Нападающий | Левый  | 180      | 80      | 13.03.2002    | Спартак                |
| 14    | Никита Новиков         | Защитник   | Левый  | 193      | 94      | 25.07.2003    | Динамо Москва          |
| 16    | Семён Демидов          | Нападающий | Левый  | 180      | 83      | 03.09.2002    | СКА                    |
| 17    | Матвей Мичков          | Нападающий | Левый  | 178      | 72      | 09.12.2004    | СКА                    |
| 18    | Павел Тютнев           | Нападающий | Левый  | 178      | 92      | 25.07.2002    | Локомотив              |
| 19    | Никита Чибриков — A    | Нападающий | Левый  | 177      | 73      | 16.03.2003    | СКА                    |
| 20    | Кирилл Кирсанов        | Защитник   | Левый  | 185      | 88      | 19.09.2002    | Витязь                 |
| 21    | Никита Гуслистов       | Нападающий | Левый  | 178      | 79      | 30.05.2002    | Северсталь             |
| 22    | Марат Хуснутдинов —    | Нападающий | Левый  | 180      | 80      | 17.07.2002    | СКА                    |
| 23    | Дмитрий Злодеев — A    | Нападающий | Левый  | 180      | 83      | 15.02.2002    | Нефтехимик             |
| 24    | Данила Юров            | Нападающий | Левый  | 185      | 78      | 22.12.2003    | Металлург Магнитогорск |
| 25    | Егор Савиков           | Защитник   | Левый  | 177      | 74      | 10.02.2001    | Спартак                |
| 26    | Кирилл Танков          | Нападающий | Левый  | 195      | 82      | 26.03.2002    | СКА                    |
| 27    | Шакир Мухамадуллин — A | Защитник   | Левый  | 191      | 82      | 10.01.2002    | Салават Юлаев          |
| 28    | Александр Пашин        | Нападающий | Левый  | 170      | 70      | 28.07.2002    | Салават Юлаев          |
| 29    | Егор Гуськов           | Вратарь    | Левый  | 181      | 95      | 10.01.2002    | Локомотив              |
| 30    | Ярослав Аскаров        | Вратарь    | Правый | 191      | 80      | 16.06.2002    | СКА                    |

| Должность         | Имя               | Гражданство | Дата рождения |
| ----------------- | ----------------- | ----------- | ------------- |
| Главный тренер    | Сергей Зубов      | Россия      | 22.07.1970    |
| Ассистент тренера | Александр Титов   | Россия      | 14.04.1975    |
| Ассистент тренера | Владимир Филатов  | Россия      | 12.06.1985    |
| Ассистент тренера | Олег Знарок       | Германия    | 02.01.1963    |
| Тренер вратарей   | Андрей Комиссаров | Россия      | 13.01.1989    |

## Выступления на чемпионатах мира
| Год  | Место проведения | Главный тренер    | Результат |
| ---- | --- | ----------------- | --------- |
| 1993 | Евле, Фалун, Болльнес, Уппсала, Хуфорш, Скутшер, Худиксвалль                                                                          | Юрий Моисеев      | 6         |
| 1994 | Острава, Фридек-Мистек | Геннадий Цыгуров  | 3         |
| 1995 | Ред-Дир, Ледук, Спрус-Гров, Инисфейл, Стеттлер, Роки Маунтин Хаус, Эдмонтон, Уэтаскивин, Калгари, Шервуд Парк, Лаком, Камроуз, Понока | Игорь Дмитриев    | 2         |
| 1996 | Вустер, Марлборо, Амхерст, Бостон, Спрингфилд, Честнат Хилл                                                                           | Игорь Дмитриев    | 3         |
| 1997 | Женева, Морже | Пётр Воробьёв     | 3         |
| 1998 | Хельсинки, Хямеэнлинна | Пётр Воробьёв     | 2         |
| 1999 | Брандон, Виннипег, Селкирк, Портидж-ла-Прери, Морден, Теулон                                                                          | Геннадий Цыгуров  | 1         |
| 2000 | Шеллефтео, Умео | Пётр Воробьёв     | 2         |
| 2001 | Москва, Подольск | Пётр Воробьёв     | 7         |
| 2002 | Пардубице, Градец Кралове | Владимир Плющев   | 1         |
| 2003 | Галифакс, Сидни | Рафаил Ишматов    | 1         |
| 2004 | Хельсинки, Хямеэнлинна | Рафаил Ишматов    | 5         |
| 2005 | Гранд-Форкс, Тиф-Ривер-Фолс | Сергей Герсонский | 2         |
| 2006 | Ванкувер, Келоуна, Камлупс | Сергей Михалёв    | 2         |
| 2007 | Лександ, Мура | Евгений Попихин   | 2         |
| 2008 | Пардубице, Либерец | Сергей Немчинов   | 3         |
| 2009 | Оттава | Сергей Немчинов   | 3         |
| 2010 | Саскатун, Реджайна | Владимир Плющев   | 6         |
| 2011 | Буффало, Льюистон | Валерий Брагин    | 1         |
| 2012 | Калгари, Эдмонтон | Валерий Брагин    | 2         |
| 2013 | Уфа | Михаил Варнаков   | 3         |
| 2014 | Мальмё | Михаил Варнаков   | 3         |
| 2015 | Торонто, Монреаль | Валерий Брагин    | 2         |
| 2016 | Хельсинки | Валерий Брагин    | 2         |
| 2017 | Монреаль, Торонто | Валерий Брагин    | 3         |
| 2018 | Буффало, Орчард Парк | Валерий Брагин    | 5         |
| 2019 | Ванкувер, Виктория | Валерий Брагин    | 3         |
| 2020 | Острава, Тршинец | Валерий Брагин    | 2         |
| 2021 | Эдмонтон | Игорь Ларионов    | 4         |